# Slovenska rokometna reprezentanca
Slovenska rokometna reprezentanca je državna rokometna selekcija Rokometne zveze Slovenije, ki zastopa Slovenijo na mednarodni ravni. Selektor reprezentance je Uroš Zorman, kapetan pa Jure Dolenec. 
Reprezentanca Slovenije je doslej sodelovala na trojih olimpijskih igrah, osmih svetovnih in desetih evropskih prvenstvih. Največja uspeha sta srebrna medalja z Evropskega prvenstva leta 2004, ki je potekalo v Sloveniji in bronasta na SP v Franciji leta 2017. 
Leta 2017 so po prvi osvojeni medalji na svetovnih prvenstvih si prislužili tudi slovensko državno priznanje, in sicer red za zasluge - za prispevek k uspešnemu razvoju slovenskega ekipnega športa. Le tega jim je 2. maja tega leta podelil Predsednik Republike Slovenije Borut Pahor. Odlikovanje je iz rok predsednika prejel tedaj novi kapetan ekipe Marko Bezjak, na posebej za to priložnost organizirani slovesnosti v predsedniški palači.

## Uvrstitve na velikih tekmovanjih
| Leto | Olimpijske igre | Svetovna prvenstva | Evropska prvenstva |
| ---- | --------------- | ------------------ | ------------------ |
| 1994 |                 |                    | 10.                |
| 1995 |                 | 18.                |                    |
| 1996 | brez nastopa    |                    | 11.                |
| 1997 |                 | brez nastopa       |                    |
| 1998 |                 |                    | brez nastopa       |
| 1999 |                 | brez nastopa       |                    |
| 2000 | 8.              |                    | 5.                 |
| 2001 |                 | 17.                |                    |
| 2002 |                 |                    | 12.                |
| 2003 |                 | 11.                |                    |
| 2004 | 11.             |                    | srebro             |
| 2005 |                 | 12.                |                    |
| 2006 |                 |                    | 8.                 |
| 2007 |                 | 10.                |                    |
| 2008 | brez nastopa    |                    | 8.                 |
| 2009 |                 | brez nastopa       |                    |
| 2010 |                 |                    | 11.                |
| 2011 |                 | brez nastopa       |                    |
| 2012 | brez nastopa    |                    | 6.                 |
| 2013 |                 | 4.                 |                    |
| 2014 |                 |                    | brez nastopa       |
| 2015 |                 | 8.                 |                    |
| 2016 | 6.              |                    | 14.                |
| 2017 |                 | bron               |                    |

## Selektorji
- Tone Tiselj (1992–1995)
- Miro Požun (1995–1996)
- Slavko Ivezič (1996–1998)
- Leopold Jeras (1998–2000)
- Matjaž Tominec (2000–2003)
- Niko Markovič (2003–2004)
- Tone Tiselj (2004–2005)
- Slavko Ivezič (2005–2007)
- Kasim Kamenica (2007–2008)
- Miro Požun (2008–2009)
- Zvonimir Serdarušić (2009–2010)
- Boris Denič (2010–2015)
- Veselin Vujović (2015–2020)
- Ljubomir Vranješ (2020–2022)
- Uroš Zorman (2022–danes)